# El aura
El aura es una película argentina de 2005 dirigida por Fabián Bielinsky.
El Aura narra la insólita aventura de Esteban Espinosa (Ricardo Darín), un reservado taxidermista con epilepsia, que fantasea sobre crímenes perfectos y atracos milimétricamente planificados pero que nunca se anima a concretar. Sin embargo, cuando se ve envuelto por accidente en un crimen real, encuentra una inesperada oportunidad de hacer realidad sus fantasías.

## Argumento
Tras ser abandonado por su esposa, Esteban Espinosa (Ricardo Darín), un introvertido taxidermista que padece epilepsia, acepta la invitación de su amigo Sontag para pasar un fin de semana largo de cacería en un remoto bosque de la tundra argentina, ubicado en la Patagonia. Al enterarse de que todos los hospedajes del pueblo están ocupados, deciden hospedarse en unas cabañas propiedad del guía de caza de la zona, Dietrich, y que son administradas por su joven esposa Diana (Dolores Fonzi) y su hermano Julio (Nahuel Pérez Biscayart). Diana le presta un rifle a Espinosa para la cacería. 
Salen a cazar y, cuando Sontag intenta disparar a un ciervo, Espinosa pisa una rama que sobresalta al animal, provocando su huida. Sontag sospecha que lo hizo intencionalmente y, tras una discusión, decide regresar a la cabaña. Espinosa se queda solo en el bosque y sufre una crisis epiléptica. Al despertar, intenta dispararle a un ciervo, pero accidentalmente mata a Dietrich. Espinosa decide tomar el celular de Dietrich y regresar a la cabaña. El perro de Dietrich lo olfatea y reconoce el aroma de su dueño en él. Esa noche, dos hombres, Sosa (Pablo Cedrón) y Montero (Walter Reyno), llegan buscando a Dietrich, pero se marchan al no encontrarlo.
A través del celular de Dietrich, Espinosa se entera por un hombre llamado Vega sobre un plan para asaltar una fábrica. Se dirige al lugar y presencia el fracaso del robo. Vega, gravemente herido, logra escapar, pero Espinosa lo sigue y le quita la llave que lleva colgada al cuello antes de que muera. Luego, regresa al escondite de Dietrich en el bosque, donde descubre que este estaba planeando asaltar un camión blindado que transporta las ganancias de un casino cercano.
Más tarde, Sosa y Montero regresan a la cabaña y descubren que Espinosa tiene el celular de Dietrich. Al ser confrontado, Espinosa finge ser cómplice de Dietrich y afirma que éste le informó el plan antes de huir. Recordando con su excepcional memoria fotográfica los documentos que había encontrado en el escondite de Dietrich, en los que se detallaba la ruta del camión y la gran suma de dinero que transportaría después del fin de semana, Espinosa elabora en el momento un plan para llevar a cabo el robo. Deciden realizar el asalto en El Edén, un bar-prostíbulo donde el camión siempre se detiene para que uno de los guardias visite a su hija pequeña. 
Al día siguiente, Espinosa acompaña a Diana al pueblo y le pregunta sobre su relación con Dietrich. Ella le confiesa que intentó dejarlo antes, pero Dietrich la encontró y la obligó a volver. Más tarde, Espinosa se reúne con los criminales para terminar de planear el robo. Antes de partir hacia el asalto, Espinosa le asegura a Diana que Dietrich no volverá jamás. Sosa, Montero y Julio parten rumbo a El Edén, mientras que Espinosa se dirige al casino. 
Al llegar al casino, Espinosa se encuentra con Urien, un cómplice de Dietrich que trabaja en el establecimiento, quien le revela que Vega debía ocupar el lugar de un guardia extra en la parte trasera del camión—la cual solo puede abrirse desde dentro—debido a la gran suma de dinero transportada. Espinosa intenta partir rumbo al Edén para advertir a los demás, pero sufre otra crisis epiléptica. Al despertar, se dirige al bar, pero no logra avisarles a tiempo. Se produce un tiroteo en el que Montero resulta herido, Sosa mata a dos guardias, y el tercer guardia, herido de gravedad, se encierra dentro del camión. Espinosa conduce a los delincuentes hasta el escondite de Dietrich en el bosque, dado que allí hay herramientas con las que pueden abrir el blindado. Luego de verificar que tienen las herramientas necesarias para abrir la cerradura, Sosa mata a Julio por orden de Montero e intenta hacer lo propio con Espinosa, pero se queda sin balas. Sosa lleva a Espinosa al taller del escondite, donde había más munición. Mientras Sosa recarga su arma, Espinosa toma sigilosamente  una pistola oculta que había encontrado en una visita previa y dispara contra Sosa, pero éste logra ponerse a cubierto antes de que el taxidermista consiga herirlo. Tras rodear el escondite, Espinosa embosca a Sosa y finalmente lo mata.
Espinosa regresa al camión y encuentra que Montero y el guardia encerrado en el vehículo murieron desangrados. Al regresar a las cabañas en busca de Diana, se encuentra con que ella ya ha huido. Espinosa se lleva al perro de Dietrich y, con él, regresa a su vida como taxidermista.

## Elenco
- Ricardo Darín como Esteban Espinosa, el taxidermista
- Dolores Fonzi como Diana Dietrich
- Pablo Cedrón como Sosa
- Nahuel Pérez Biscayart como Julio
- Jorge D'Elía como Urien
- Alejandro Awada como Sontag
- Rafa Castejón como Vega
- Manuel Rodal como Carlos Dietrich
- Walter Reyno como Montero
- Alejandro Gancé
- Daniel Alejandro Ovando
- Guido D’Albo como Administrador del hotel

## Recepción
La película recibió críticas ampliamente positivas en los medios escritos de Buenos Aires. Pablo Scholz, del diario Clarín, la calificó “excelente” y destacó que Bielinsky “(...) hizo todo bien” y describe a la obra como “(...) un filme inteligente, con complicaciones a último momento, pero que nadie espere una vuelta de tuerca final a-lo-Shyamalan.” Diego Batlle del diario La Nación también dio la máxima calificación a “El aura”, elogiando “(...) una actuación prodigiosa” por parte de Ricardo Darín, y concluyó que “A nivel técnico, el film es impecable en todos y cada uno de sus rubros”, mientras analizó que Bielinsky confirmaba su don “para hacer películas extremadamente personales y con un impecable acabado industrial, una historia contada con íntima vocación cinéfila y, al mismo tiempo, con genuina aspiración popular.” También Horacio Bernades del diario Página/12 dio al film la calificación de 10/10 puntos, preguntándose si quizás Bielinsky logró crear una obra maestra, y confesando que “(...) es imposible determinar qué es más brillante: el guion o la puesta en escena, las escenas de acción o las íntimas, el trabajo de cámara o el montaje, las actuaciones o el tratamiento de tiempos y espacios.”
La película ganó el Balance de Bronce en el II Encuentro Argentino-Europeo Pantalla Pinamar de 2005, y arrasó en los premios Cóndor de Plata 2006, donde se llevó seis estatuillas: mejor película, director, guion original, actor, fotografía y sonido. Llegó a ser precandidata al Óscar para Mejor Película Extranjera, y en la actualidad posee una calificación de 89% en el sitio especializado norteamericano Rotten Tomatoes, basada en 45 críticas.

## Taquilla
La película se estrenó el 15 de septiembre del 2005, en 54 cines, siendo distribuida por Buena Vista International. Durante su recorrido recibió 584.150 espectadores en Argentina, con una recaudación de $1,458,848 dólares, siendo un éxito de taquilla y manteniéndose en el primer puesto del Top 10 en sus primeras dos semanas.
Tiene una recaudación mundial de $1,785,981 dólares.

## Home Video
AVH editó el VHS y DVD de la película en septiembre del 2005, con audio español 5.1 y 2.0 y subtítulos en portugués y español.
El 12 de junio del 2006, AVH lanzó la edición especial de dos discos, incluyendo como extras los tráileres de cine, TV spots, La creación de El Aura, Storyboards, Escenas eliminadas y extendidas, Ficha artística, Ficha técnica, Sinopsis, Filmografías y Bocetos de escenografía.